# Xipiu de collar
El xipiu de collar (Microspingus torquatus) és un ocell de la família dels tràupids (Thraupidae).

## Hàbitat i distribució
Habita matolls i arbusts de les terres baixes i vessants dels Andes, del centre i sud-est de Bolívia, oest de Paraguai i el nord-oest i centre de l'Argentina.

## Taxonomia
En algunes classificacions la població que cria a l'Argentina és considerada una espècie de ple dret:
- Microspingus pectoralis (Todd, 1922) - xipiu pitnegre.[3]